# Пискунов, Анатолий Анатольевич
Анато́лий Анато́льевич Пискуно́в (2 января 1949, деревня Татищево, Калининская область) — советский футболист, защитник и нападающий. Мастер спорта СССР (1973).

## Карьера
Начинал в 1968 году в клубе «Волна» из Дубны, вызывался в юношескую сборную СССР, участвовал в тренировочных сборах. Имел 1-ю форму секретности, поскольку работал на машиностроительном заводе. В 1969 году провёл 18 матчей и забил 3 гола за калининскую «Волгу».
С 1970 по 1971 год выступал за московское «Динамо», в составе которого дебютировал в высшей по уровню лиге СССР, где провёл за это время 19 встреч и забил 3 мяча, и ещё стал в 1970 году обладателем Кубка СССР, в котором сыграл в том сезоне 1 матч. Ещё 2 встречи в Кубке сыграл в 1971 году. Кроме того, принял участие в 1 матче Кубка обладателей кубков, в котором команда дошла до финала, и ещё сыграл в 5 неофициальных международных поединках.
С 1972 по 1976 год защищал цвета московского «Локомотива», провёл 117 матчей, в которых забил 27 голов, в чемпионатах и первенстве, 11 встреч, в которых забил 1 мяч, в Кубке СССР, и стал в 1974 году победителем Первой лиги СССР, а также обладателем Кубка Европы среди железнодорожников.
Сезон 1977 года провёл в «Кубани», в составе которой сыграл 38 матчей и забил 5 голов, чем помог команде стать победителем 3-й зоны Второй лиги. Примечательно, что после того, как у него не пошла игра на привычной позиции нападающего, он успешно выступал на позиции центрального защитника.

## Достижения
- Обладатель Кубка СССР: 1970
- Победитель Первой лиги СССР: 1974
- Финалист Кубка обладателей кубков: 1971/72

## После карьеры
После завершения карьеры игрока вернулся работать на автобазу, где до этого уже трудился ранее. Продолжил выступать на любительском уровне за своё предприятие, стал обладателем Кубка Москвы. Вступил в КПСС. Затем работал в Бельгии и Вьетнаме, после чего в 1989 году вернулся в Москву, где стал представителем бельгийской фирмы. С 1997 года занимается мелким бизнесом, продолжая при этом участвовать в различных любительских ветеранских турнирах.